# YF-12戰鬥機
YF-12戰鬥機是美國空軍根據A-12偵察機所發展的三馬赫攔截機，也是美國唯一成功試飛驗證過的三馬赫攔截機。

## 發展歷史
1959年美國空軍取消預定取代F-106的XF-108三倍音速攔截機計畫，除了整個計畫成本高漲之外，蘇聯在彈道飛彈領域方面的發展以及部署，使得美國本土面對的主要威脅不再是越過北極的轟炸機。當時為中央情報局設計生產A-12偵察機的洛克希德公司，提議以A-12的設計為基礎來設計一款成本較低，還是具備三馬赫飛行能力的機種。
1960年下半年美國空軍同意讓洛克希德修改三架A-12的機體作為測試載具，這三架飛機當時給予的編號為AF-12，到了1962年9月根據三軍飛機通用編號改為YF-12A。YF-12在外觀上與A-12最大的差異在於機鼻的部分。YF-12採用原本為XF-108研發的AN/ASG-18雷達，因此在A-12上延伸到機鼻的兩側延伸面被切除一部分，用以容納雷達和直徑更大的鼻錐。此外，YF-12由單座改為雙座，後座專門操作複雜的ASG-18雷達。在風洞測試過程中發現YF-12有方向軸上的穩定問題，於是在機身下方加上一片大型可摺疊的安定面，另外在兩個發動機艙下方加上較小的固定安定面。
第一架YF-12於1963年8月進行試飛，次年3月，一架YF-12A成功進行一次攔截演習；以高度19695公尺（65000英尺），2.2馬赫的速度攔截一架在12120公尺（40000英尺）飛行的Q-2C。4月進行的AIM-47A隼（Falcon）式空對空飛彈的無動力釋放測試並不太成功，飛彈脫離YF-12的姿態顯示在火箭發動機點火下，這枚飛彈將會擊落發射的YF-12。1965年3月開始進行AIM-47的有動力飛行測試，七枚發射的飛彈當中，有六枚擊中目標，包括一枚自75000英尺，3.0馬赫狀態下發射，對頭攻擊一架飛行高度1500英尺的靶機。
試飛與測試的結果讓美國空軍非常滿意，1965年決定由洛克希德生產93架F-12B量產型，國會也同意撥款9千萬美金進行這項計畫。可是國防部長麥納馬拉以越戰需要的軍費和沒有必要另外生產一種型的攔截機為理由，終止F-12B的生產計畫。不過YF-12A仍在後續幾年擔任許多高速飛行試驗的任務。1969年兩架YF-12轉交給美國國家航空暨太空總署的達頓試驗中心，以進行更多的高速飛行驗證，不過1971年其中一架YF-12於飛行中發生燃料線路故障引發火災，兩位飛行員不得不跳傘。剩下的一架YF-12A於1979年轉交給美國空軍博物館作為永久展示。
第一架YF-12原型機在1969年自儲存狀態中取出，分解之後作為SR-71雙座教練機的零件來源。

## 性能（YF-12A）

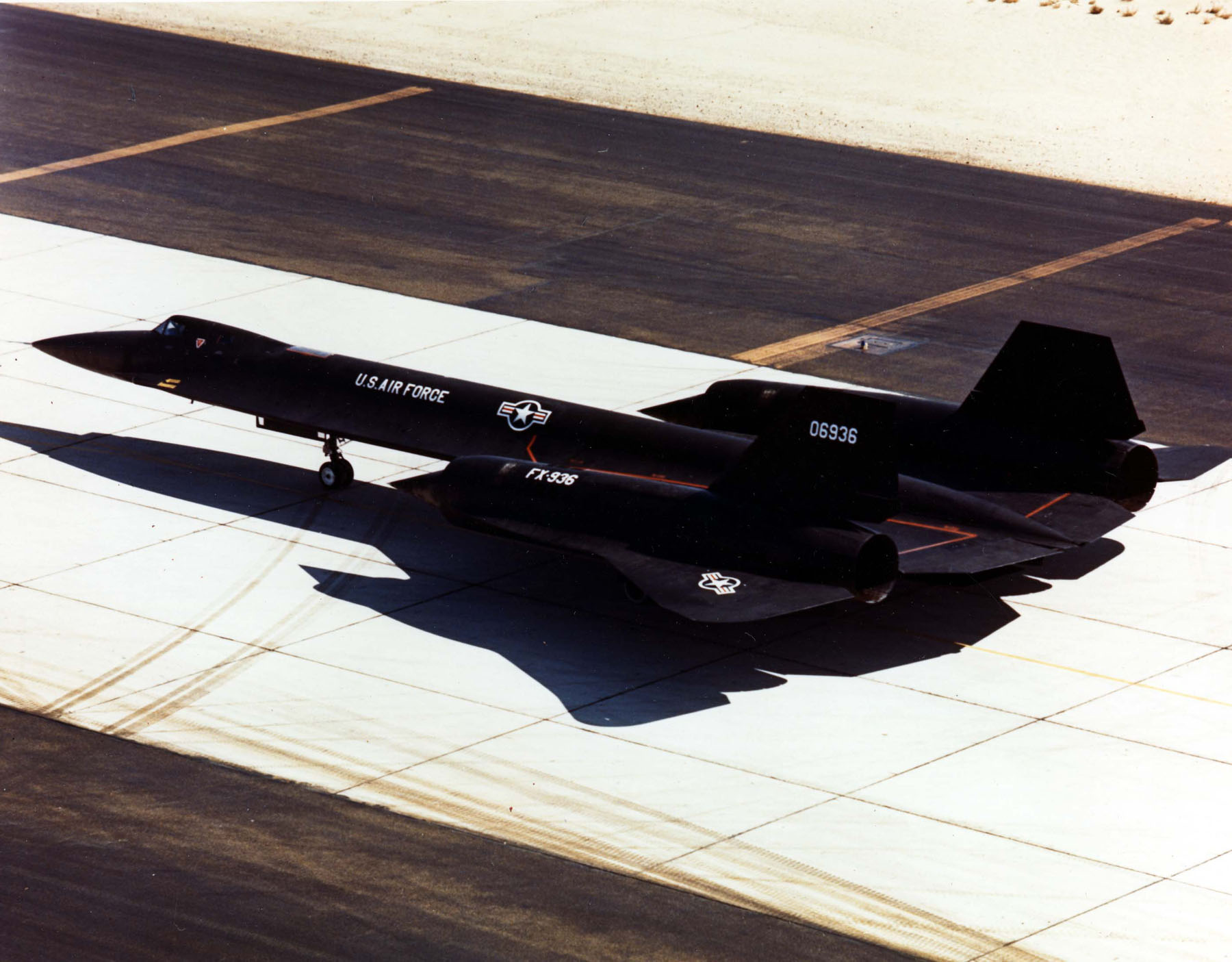
YF-12A於跑道頭

數據資料來自Lockheed's SR-71 'Blackbird' Family一書

### 一般特徵
- 機組員：2名
- 全長：101呎8吋（30.97公尺）
- 翼展：55呎7吋（16.95公尺）
- 全高：18呎6吋（5.64公尺）
- 翼面積：1,795平方呎（167平方公尺）
- 空重：60,730磅（27,604公斤）
- 一般起飛重量：140,000磅（63,504公斤）[2]
- 最大起飛重：124,000磅（56,200公斤）
- 引擎：2具普惠（Pratt & Whitney）公司JTD11D-20A高旁通比有後燃器渦輪噴射發動機 
  - 軍用推力：每具20,500磅（91.2 kN）
  - 最大後燃推力：每具31,500磅（140 kN）

### 飛行表現
- 極速：3.35馬赫（2,275哩／時，3,661公里／時），80,000呎
- 航程：3,000哩（4,800公里）
- 升限：90,000呎（24,000公尺）

### 武裝
- 3枚休斯（Hughes）公司AIM-47A隼（Falcon）式空對空飛彈（英语：AIM-47）
- 內掛於機腹彈艙

### 航電系統
休斯（Hughes）公司AN/ASG-18俯視（look-down）／俯射（shoot-down）射控雷達

## 外部連結
- YF-12的歷史 （页面存档备份，存于）
- YF-12 on Global Aircraft （页面存档备份，存于）
- Lockheed YF-12A簡介 （页面存档备份，存于）